# Type spectral
En astronomie, le type spectral d'une étoile est déterminé par ses quatre caractéristiques principales que sont la température de couleur, la gravité de surface, la masse et la luminosité. Ces caractéristiques ne sont ni indépendantes les unes des autres ni directement mesurables.
Les étoiles se présentent dans différentes couleurs déterminées par leur température. Les étoiles chaudes sont bleues, tandis que celles plus froides sont rouges. Dans un ordre croissant de température, une étoile est rouge, orange, jaune, blanche, bleue ou violette. Plus un corps est chaud, plus les photons qui s'en échappent ont d'énergie, et plus leur longueur d'onde est faible.
A priori, les étoiles peuvent être classées selon leur température de couleur en utilisant la loi de Wien, mais cela pose quelques difficultés. Les caractéristiques du spectre électromagnétique permettent de classer les étoiles différemment, en utilisant indirectement des informations qui concernent leur température ou leur gravité. En effet, les raies d'absorption présentes dans le spectre électromagnétique des étoiles ne peuvent être observées que dans une certaine gamme de températures car ce n'est que dans cette gamme que les niveaux d'énergie nucléaire relatifs à ces raies sont peuplés. De même, la largeur des raies d'absorption dépend de la gravité à la surface de l'étoile et donc de sa luminosité.

## Diagramme de Hertzsprung-Russell

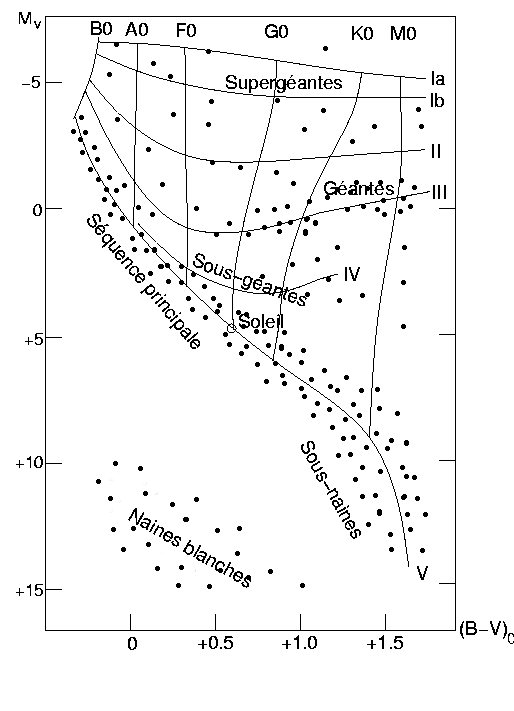
Diagramme de Hertzsprung-Russell.

Au début du XXe siècle, Ejnar Hertzsprung et Henry Norris Russell étudièrent la relation entre la luminosité et la température de couleur des étoiles. Ils arrivèrent indépendamment à la conclusion que la majorité des étoiles se trouvent dans une région précise d'un graphique luminosité-température. On désigne maintenant un tel graphique « diagramme de Hertzsprung-Russell » (ou plus simplement « diagramme H-R »).
En effet, 80 % des étoiles se situent sur une bande diagonale du graphique, la « séquence principale ». Elle démontre une relation de proportionnalité entre la température et la luminosité. La plupart des étoiles s'y retrouvent puisqu'elles y passent la plus grande partie de leur vie.
Les étoiles situées en dehors de la séquence principale sont soit au début soit à la fin de leur vie. Ce sont, sauf pour les naines blanches, des phases transitoires de plus ou moins courte durée. Ainsi, une étoile se déplace sur le diagramme. À la fin de sa vie, elle quitte la séquence principale et devient une étoile géante puis une naine blanche (voir Évolution des étoiles).

## Classification de Secchi

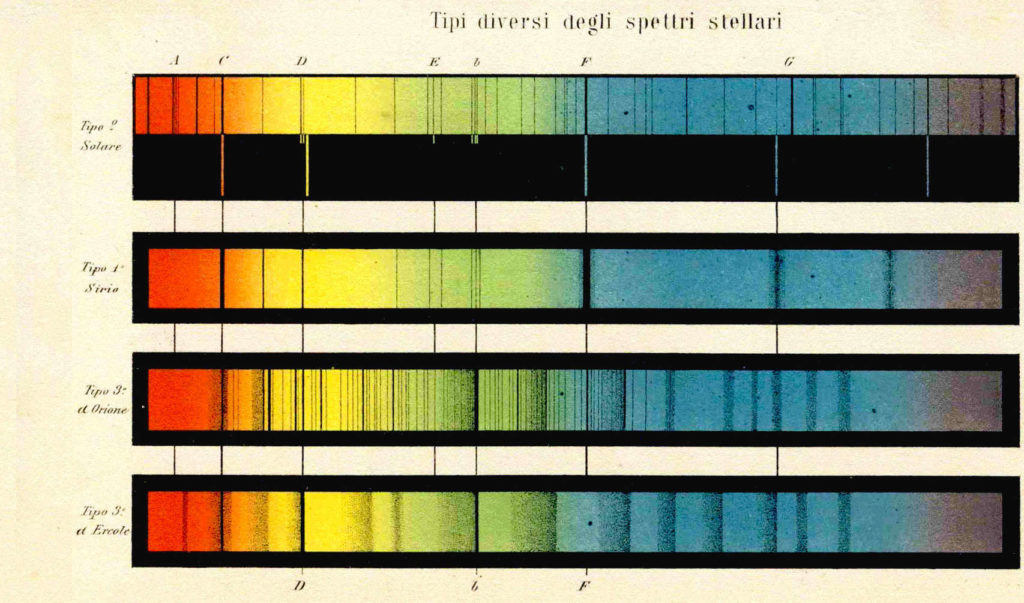
Classification spectrale d'Angelo Secchi.

En 1866, Angelo Secchi, directeur de l'Observatoire du Collège Romain à Rome, a proposé la première classification stellaire pionnière basée sur des critères spectroscopiques. Il a divisé les étoiles en trois classes,, :
- classe I : étoiles blanches et bleues avec des raies d'hydrogène fortes et larges, comme Véga et Altaïr. Il comprend la classe moderne A et les premières sous-classes de la classe F ;
  - classe I, sous-type Orion : un sous-type de classe I avec des raies d'hydrogène plus étroites, correspondant aux premières sous-classes de la classe B moderne ; Rigel et Bellatrix appartiennent à cette sous-classe ;
- classe II : étoiles jaunes avec de faibles raies d'hydrogène et avec des raies caractéristiques de métaux, comme le calcium et le sodium, des étoiles comme le Soleil, Arcturus et Capella. Il comprend les classes modernes K et G et les dernières sous-classes de F ;
- classe III : étoiles rouges, avec un spectre complexe avec des bandes très larges, comme Betelgeuse et Antarès. Il correspond à la classe M.

En 1868, Secchi découvre les étoiles carbonées, qu'il recueille dans un groupe distinct :
- classe IV : étoiles rouges avec des raies évidentes et des bandes de carbone caractéristiques.

En 1877, Secchi ajoute une cinquième classe :
- classe V : étoiles à raies d'émission, telles que γ Cassiopeiae et β Lyrae.

## Classification de Harvard

Représentation de la classification de Harvard.

La classification de Harvard est celle qui attribue un type spectral à une étoile, et correspond globalement à une échelle de température. La classification de Yerkes est celle qui attribue une classe de luminosité à une étoile, et correspond globalement à une échelle de rayon (voir loi de Stefan-Boltzmann) pour une température donnée.
Cette méthode fut développée à la fin du XIXe siècle par Henry Draper avec l'aide de son épouse Mary Anna Draper. Après la mort de son mari, la veuve légua à l'observatoire une somme d'argent pour continuer le travail de classification. La plus grande partie de ce travail fut effectué par les « filles » de l'observatoire, principalement Annie Jump Cannon et Antonia Maury en se fondant sur le travail de Williamina Fleming. Ce travail s'acheva par la publication du Henry Draper Catalogue (HD) entre 1918 et 1924. Le catalogue contenait 225 000 étoiles jusqu'à la neuvième magnitude. La classification de Harvard est fondée sur des raies d'absorption qui sont surtout sensibles à la température plutôt qu'à la gravité de surface. Les différents types et leur température sont les suivantes :
| Type | Température     | Couleur conventionnelle | Raies d'absorption                                    |
| ---- | --------------- | ----------------------- | ----------------------------------------------------- |
| O    | > 25 000 K      | bleue                   | azote, carbone, hélium et oxygène                     |
| B    | 10 000–25 000 K | bleue-blanche           | hélium, hydrogène                                     |
| A    | 7 500–10 000 K  | blanche                 | hydrogène                                             |
| F    | 6 000–7 500 K   | jaune-blanche           | métaux : fer, titane, calcium, strontium et magnésium |
| G    | 5 000–6 000 K   | jaune (comme le Soleil) | calcium, hélium, hydrogène et métaux                  |
| K    | 3 500–5 000 K   | orange                  | métaux et monoxyde de titane                          |
| M    | < 3 500 K       | rouge                   | métaux et monoxyde de titane                          |

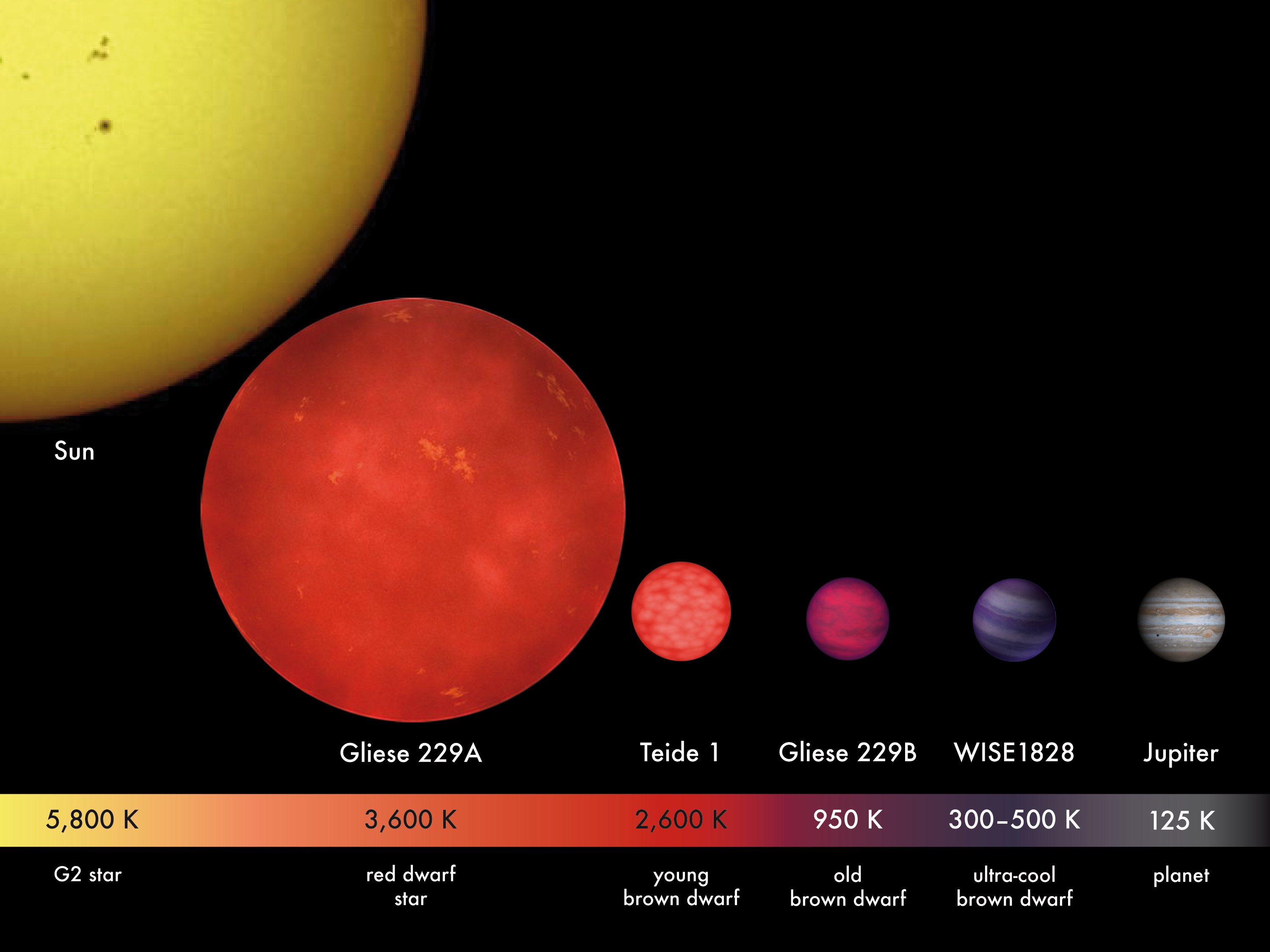
Comparaison entre le Soleil (type G2 V), la naine rouge Gliese 229A (type M1), les naines brunes Teide 1 (type M8), (type T), et WISE 1828+2650 (type Y), et Jupiter (planète géante gazeuse).

Pour mémoriser l'ordre des types spectraux (OBAFGKM), les anglophones utilisent la phrase « Oh, Be A Fine Girl/Guy, Kiss Me! », ce qui se traduit par « Oh! Sois une gentille fille/un gentil gars, embrasse-moi » ; il en existe de nombreuses variantes, notamment une version féministe : « Only boys accepting feminism get kiss meaningfully ». En français, on pourrait aussi dire : « Observez Bien Au Firmament : Grandiose Kaléidoscope Multicolore ! » ou « Oh ! Bel Astre ! Fabuleux Globe Ki M'émerveille ! ».
La raison de l'arrangement étrange des lettres est historique. Quand les premiers spectres d'étoiles furent pris, on remarqua que la raie de l'hydrogène variait beaucoup et l'on classa les étoiles selon l'intensité de la raie de Balmer : de A, la plus forte, à Q, la plus faible. Puis les raies d'autres éléments chimiques vinrent en jeu : les raies H et K du calcium, la raie D du sodium, etc. Plus tard, il apparut que beaucoup de ces classes se chevauchaient et furent retirées. Ce n'est que bien plus tard encore qu'on découvrit que l'intensité des raies dépendait essentiellement de la température de couleur de l'étoile.
Actuellement, ces types sont subdivisés à l'aide des chiffres (0-9) : A0 pour les étoiles les plus chaudes de la classe A et A9 pour les moins chaudes. Par exemple, le Soleil est une étoile de type G2.
Plus récemment, la classification a été étendue en W O B A F G K M L T Y et R N C S, où W sont les étoiles Wolf-Rayet, L, T et Y représentent des étoiles extrêmement froides, des naines brunes, et R N C S sont utilisés pour les étoiles carbonées. En ce qui concerne les objets plus froids que les naines M, le choix des lettres L et T (puis Y ultérieurement) est expliqué dans un article de J. Davy Kirkpatrick et ses collaborateurs publié en 1999.

### Les LBV
Les étoiles variables lumineuses bleues sont des hypergéantes bleues dont la luminosité fluctue au cours du temps, de manière plus ou moins régulière. Ces étoiles très rares sont généralement entourées de nébuleuses provenant en partie des éjections de matière qui ont lieu lors de leurs périodes de forte activité. Elles peuvent évoluer en étoiles Wolf-Rayet avant de finir en supernovæ. Si l'étoile ne perd pas assez de masse, elle peut produire une supernova particulièrement violente créée par instabilité de paires.

### Les étoiles WR (ou W)
Dans le cas des étoiles WR, le spectre stellaire ne correspond pas à celui de la surface de l'étoile, mais aux couches gazeuses qui l'entourent. On classe ces étoiles selon les raies dominantes de son spectre : WN lorsque les raies dominantes proviennent de l'azote, WC lorsqu'elles sont majoritairement émises par du carbone et WO si c'est de l'oxygène.

### Type O
Les étoiles de type O sont très chaudes (température de couleur : 35 000 K pour delta Orionis) et très lumineuses et de couleur bleue. Par exemple, Naos, dans la constellation de la Poupe, brille près d'un million de fois plus fort que le Soleil. Ces étoiles possèdent des raies d'hélium intenses et des raies d'hydrogène assez faibles, elles émettent principalement dans l'ultraviolet. Ces étoiles sont si énergétiques qu'elles développent un fort vent stellaire et donc perdent de la matière qui forme alors des enveloppes donnant des raies en émission (type Oe pour les émissions dans l'hydrogène, type Of pour les émissions dans l'hélium II et l'azote III).

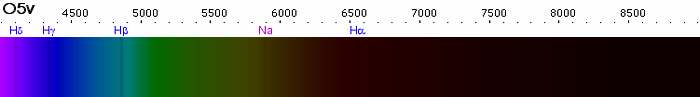
Spectre d'une étoile de type O5V.

### Type B
Les étoiles de type B sont aussi très lumineuses et chaudes (température de couleur : 13 000 K) ; Rigel, dans la constellation d'Orion, est une supergéante bleue de type B. Leur spectre possède des raies d'hélium neutre et les raies d'hydrogène sont assez faibles (elles sont appelées raies de Balmer). Les étoiles de type O et B sont si puissantes qu'elles ne vivent que fort peu de temps. Elles ne s'écartent donc que peu de l'endroit où elles se sont formées. Ainsi, elles ont tendance à s'assembler en ce qu'on appelle des associations OB qui regroupent ces étoiles au sein d'un immense nuage moléculaire. L'association OB1 d'Orion forme un bras entier de la Voie lactée et contient toute la constellation d'Orion. C'est la présence d'étoiles très brillantes et non leur nombre qui font que les bras des galaxies paraissent plus brillants. On peut rajouter que parmi les cent étoiles les plus brillantes, un tiers sont des étoiles de type B. Certaines étoiles B montrent des raies en émission dans leur spectre. Selon que les raies soient des raies interdites ou des raies normales, on parle d'étoiles « B[e] » ou « Be » (le « e » pour « émission »).

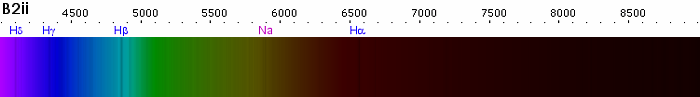
Spectre d'une étoile de type B2II.

### Type A
Les étoiles de type A (appelées étoiles blanches de la séquence principale) sont parmi les plus communes visibles à l'œil nu. Deneb, dans la constellation du Cygne, et Sirius, l'étoile la plus brillante du ciel dans le visible, sont deux étoiles de type A. Comme toutes celles de ce type, elles sont blanches, leur spectre possède des raies d'hydrogène assez intenses (raies de Balmer) et montre plus faiblement la présence de métaux ionisés (raie K du calcium ionisé).
Certaines d'entre elles présentent des caractéristiques remarquable notées Am ou Ap. Elles font partie des étoiles à fort champ magnétique (taches) ou présentant de fortes concentrations de certains métaux (par lévitation due aux forces radiatives) renforçant les raies spectrales de ces éléments chimiques.

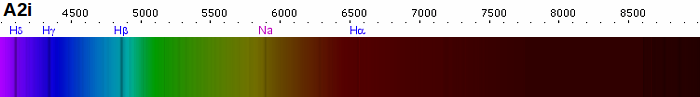
Spectre d'une étoile de type A2.

### Type F
Les étoiles de type F sont encore très lumineuses (température de couleur : 6 000 à 7 200 K), et sont en général des étoiles de la séquence principale, comme upsilon Andromedae A dans la constellation d'Andromède, Canopus, l'Étoile polaire, ou encore Procyon A. Leur spectre est caractérisé par des raies d'hydrogène plus faibles que dans les étoiles A et la présence de raies des métaux neutres et ionisés (Fe I, Fe II, Ti II, Ca I, Ca II, Mg I, etc.).

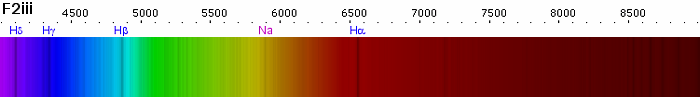
Spectre d'une étoile de type F2III.

### Type G
Les étoiles de type G (ou naine jaune) sont les mieux connues, car le Soleil appartient à ce type. Elles possèdent des raies d'hydrogène encore plus faibles que celles de type F et des raies de métaux ionisés ou neutres. Les raies du Ca II H et K sont très prononcées. Le type G est l'un des derniers (outre K et M, ci-dessous) où l'on distingue (étant donné la température de couleur de 5 000 à 6 000 K) des raies moléculaires encore assez fortes (CH, CN, C2, OH). Elles doivent d'ailleurs leur nom « G » à la molécule CH qui présente une forte absorption vers 430 nm identifiée par Fraunhofer par la lettre G. Alpha Centauri A est une étoile de type G.

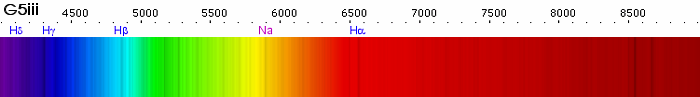
Spectre d'une étoile de type G5III.

### Type K
Les étoiles de type K (ou naine orange) sont des étoiles de couleur orange, légèrement moins chaudes que le Soleil (température de couleur : 4 000 K). Certaines sont des géantes rouges alors que d'autres, telle que Alpha Centauri B, sont des étoiles de la séquence principale. Elles possèdent des raies d'hydrogène très faibles, voire inexistantes, et surtout des raies de métaux neutres. Quelques composés moléculaires y sont visibles : CH, CN, monoxyde de carbone CO, ainsi que les larges bandes de monoxyde de titane TiO pour les plus froides.

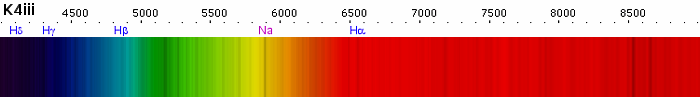
Spectre d'une étoile de type K4III.

### Type M

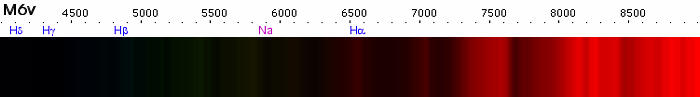
Spectre d'une étoile de type M6.

Les étoiles de type M sont les plus nombreuses et possèdent une température de couleur de 2 500 à 3 900 K. Toutes les naines rouges, soit 80 % des étoiles existantes, sont de ce type, comme Proxima Centauri. Bételgeuse, de même que les étoiles variables de type Mira sont également de ce type. Leur spectre montre des raies correspondant à des molécules (CN, CH, CO, TiO, VO, MgH, H2, etc.) et des métaux neutres, les raies du monoxyde de titane TiO peuvent être très intenses et les raies de l'hydrogène en sont généralement absentes.

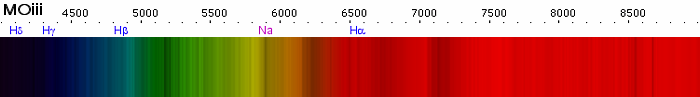
Spectre d'une étoile de type M0III.

### Type L

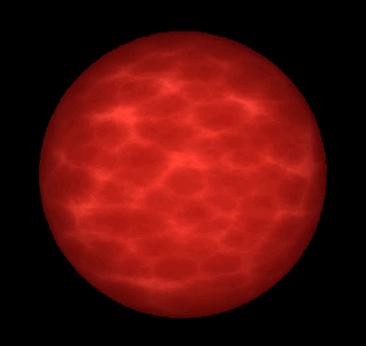
Vue d'artiste d'une naine brune de type « L ».

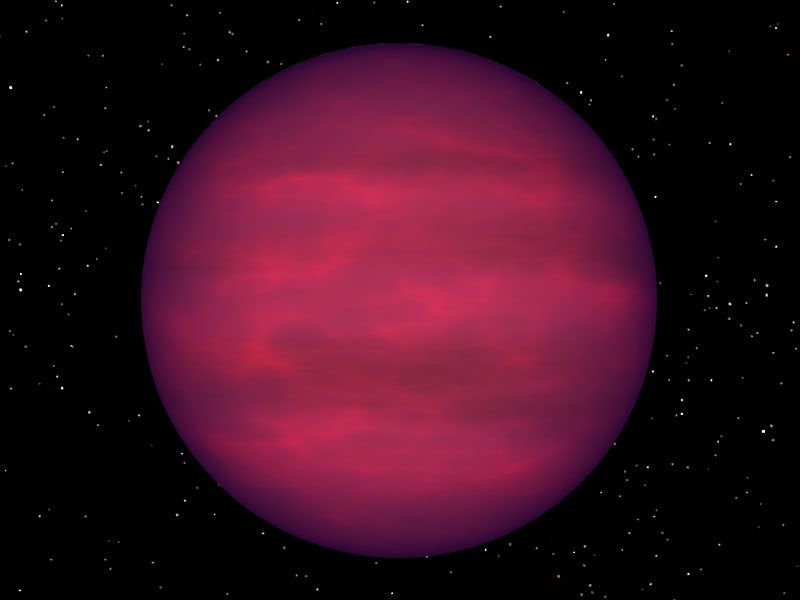
Vue d'artiste d'une naine brune de type « T ».

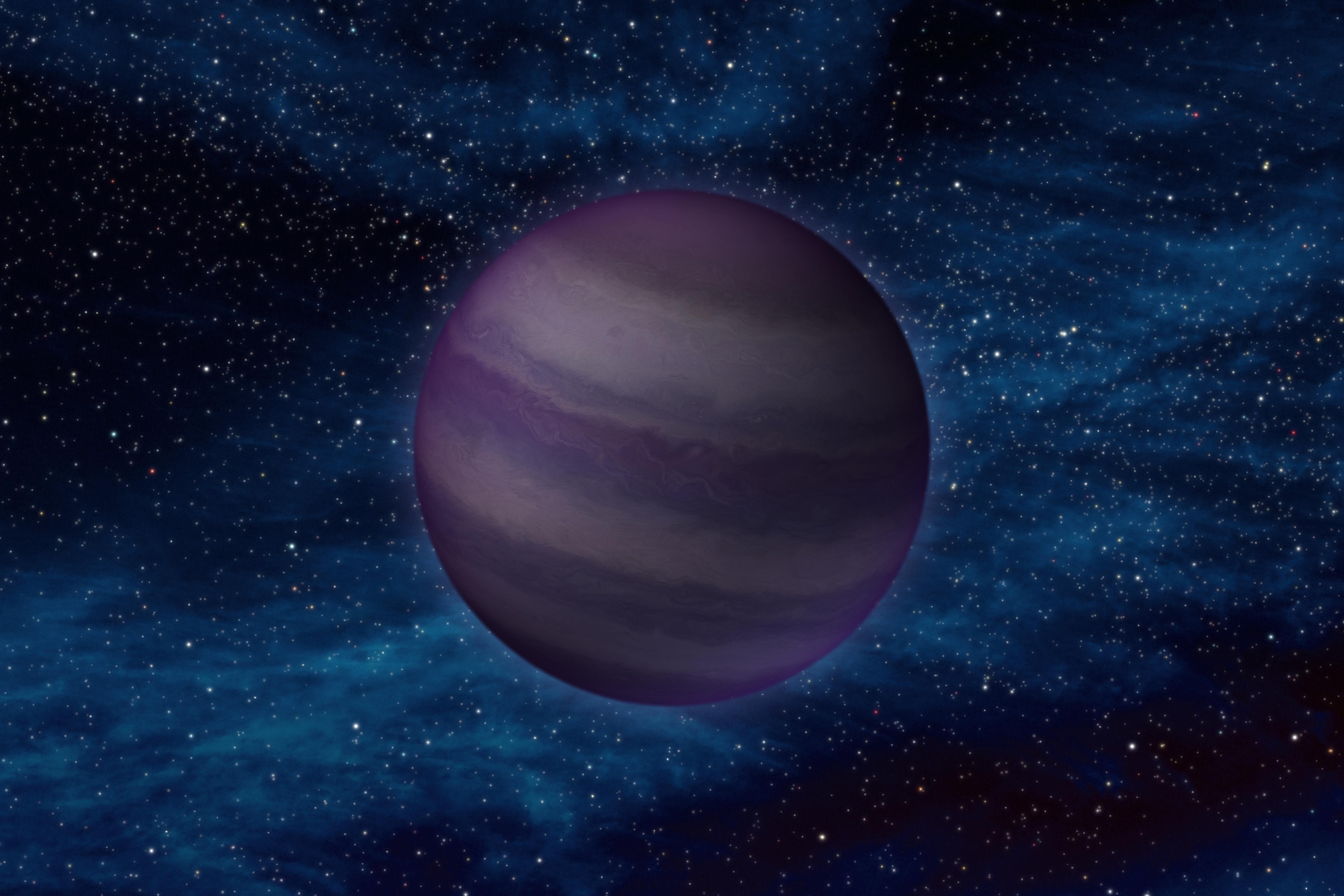
Vue d'artiste d'une naine brune de type « Y ».

Les astres du nouveau type L sont de couleur rouge très foncé et illuminent surtout dans l'infrarouge. Leurs gaz sont assez froids pour que les hydrures de métaux et les métaux alcalins prédominent dans leur spectre.

### Type T
Les astres de type T sont soit des étoiles à peine assez massives pour pouvoir effectuer des réactions de fusion nucléaire, soit des naines brunes (quasi-étoiles dépourvues de fusion nucléaire). Elles émettent peu ou pas de lumière visible, mais seulement des infrarouges. Leur température de couleur peut être aussi basse que 600 °C, ce qui permet la formation de molécules complexes, comme le confirme l'observation de raies de méthane CH4 dans le spectre de certaines de ces étoiles.

### Type Y
Les naines brunes de type spectral Y se trouvent à l'extrémité de l'échelle, elles sont plus froides que celles du type spectral T et ont des spectres qualitativement différent d'eux. Parmi les naines brunes remarquables de ce type, on peut citer WISE 0855–0714 qui est une des plus froides connues avec une température de couleur estimée entre 225  et   260 K (−48  à   −13 °C).

### Classes R, N, S et C
Les étoiles de classes R, N, S et C sont les étoiles carbonées, des étoiles géantes ayant une forte proportion en carbone. Elles correspondent à une classification en parallèle avec les étoiles de classe G à M et ont été récemment unifiées en une unique classe C. Les étoiles de classe S se situent à mi-chemin entre les étoiles carbonées et celles de classe M et possèdent dans leur spectre des raies d'oxyde de zinc ZnO plutôt que de monoxyde de titane TiO. Elles ont une abondance en oxygène et carbone presque identique, les deux éléments se trouvant presque exclusivement sous forme de monoxyde de carbone CO. Quand une étoile est assez froide pour que du CO puisse se former, celle-ci consomme un maximum d'oxygène et de carbone et il ne reste plus que l'élément en excès : l'oxygène dans les étoiles de la séquence principale, le carbone dans les étoiles carbonées et à peu près rien dans les étoiles de classe S.
| Classe | T° max (K) | T° min | Couleur | Raies d'absorption   |
| ------ | ---------- | ------ | ------- | -------------------- |
| R      | 3 000      |        | rouge   | composés carboniques |
| N      | 2 000      |        | rouge   | composés carboniques |
| S      | 3 000      | 2 000  | rouge   | oxyde de zirconium   |

En réalité, il existe une continuité entre les étoiles de la séquence principale et les étoiles carbonées qui demanderait une autre dimension dans la classification pour être correctement traitée.

### Tableau récapitulatif
| Type spectral | Température de couleur [réf. nécessaire] | Couleur relative à l'illuminant D65 | Couleur relative au soleil | Principales raies d'absorption                                                   | Types d'astres                                                                                         | Exemples d'astres |
| ------------- | ---------------------------------------- | ----------------------------------- | -------------------------- | -------------------------------------------------------------------------------- | --- | --- |
| O             | > 25 000 K                               | Bleu                                | Bleu                       | Hélium, azote, carbone, oxygène                                                  | Étoiles bleues de la séquence principale, Géantes bleues, Supergéantes bleues                          | Delta Orionis (Mintaka), Zeta Puppis (Naos)                                                                                |
| B             | 10 000–25 000 K                          | Bleu clair                          | Bleu clair                 | Hélium, hydrogène                                                                | Étoiles bleu-blanc de la séquence principale, Géantes bleues, Supergéantes bleues, Hypergéantes bleues | Bêta Orionis (Rigel), Zeta1 Scorpii, Cygnus OB2-12                                                                         |
| A             | 7 500–10 000 K                           | Bleu très clair                     | Bleu très clair            | Hydrogène, métaux ionisés (calcium)                                              | Étoiles blanches de la séquence principale, Supergéantes blanches                                      | Alpha Cygni (Deneb), Alpha Canis Majoris (Sirius)                                                                          |
| F             | 6 000–7 500 K                            | Blanc                               | Blanc bleu                 | Hydrogène, métaux neutres et ionisés fer, titane, calcium, strontium, magnésium) | Étoiles jaune-blanc de la séquence principale, Supergéantes jaunes                                     | Upsilon Andromedae (Titawin), Alpha Carinae (Canopus), Alpha Ursae Minoris (Étoile polaire), Alpha Canis Minoris (Procyon) |
| G             | 5 000–6 000 K                            | Jaune très clair                    | Blanc                      | Hydrogène, métaux ionisés ou neutres (calcium), molécules (CH, CN, C2, OH)       | Étoiles jaunes de la séquence principale, Supergéantes jaunes, Hypergéantes jaunes                     | Soleil, Alpha Centauri A, Rho Cassiopeiae, V382 Carinae                                                                    |
| K             | 3 500–5 000 K                            | Orange très clair                   | Jaune clair                | Métaux neutres, molécules (TiO, CH, CN, CO)                                      | Étoiles orange de la séquence principale, Hypergéantes jaunes                                          | Alpha Centauri B, Alpha Bootis (Arcturus), HR 5171, RW Cephei                                                              |
| M             | 2 000–3 500 K                            | Orange clair                        | Orange clair               | Métaux neutres, molécules (TiO, CH, CN, CO, VO, MgH, H2)                         | Étoiles rouges de la séquence principale, Géantes rouges, Supergéantes rouges, Hypergéantes rouges     | Proxima Centauri, Alpha Orionis (Bételgeuse), Alpha Scorpii (Antarès), NML Cygni                                           |
| L             | 1 200–2 000 K                            | Orange                              | Orange                     | Hydrures de métaux (fer, chrome), potassium, métaux alcalins (rubidium, césium)  | Naines brunes L                                                                                        | GD 165 B |
| T             | 750–1 200 K                              | Rouge                               | Rouge                      | Molécules complexes (CH4, CO)                                                    | Naines brunes T                                                                                        | Gliese 229 B |
| Y             | < 750 K                                  | Aucune                              | Aucune                     | Molécules complexes (NH3)                                                        | Naines brunes Y                                                                                        | WISE 0855–0714, WISE 1828+2650, CWISEP J193518.59−154620.3                                                                 |

## Particularités spectrales
Une nomenclature secondaire, en minuscule, est ajouté au type spectral pour indiquer une particularité du spectre.
| Code  | Particularité spectrale des étoiles                                                             |
| ----- | ----------------------------------------------------------------------------------------------- |
| :     | Débordement et/ou incertitude de la valeur spectrale                                            |
| …     | Existence d'une particularité indéfinie                                                         |
| !     | Particularité spéciale                                                                          |
| comp  | Spectre composite                                                                               |
| e     | Présence de raie d'émission                                                                     |
| [e]   | Présence de raie d'émission "interdite"                                                         |
| er    | Centre de raie d'émission "inversé" plus faible que les bordures                                |
| ep    | Raie d'émission particulière.                                                                   |
| eq    | Raie d'émission ayant le profil de P Cygni                                                      |
| ev    | Émission spectrale présentant une variabilité                                                   |
| f     | Raie d'émission N III et He II                                                                  |
| f+    | Raie d'émission Si IV additionnelle aux raies He II et N III                                    |
| f*    | Émission N IV plus forte que N III                                                              |
| (f)   | Raie d'émission He faible                                                                       |
| ((f)) | Pas d'émission d'He                                                                             |
| He wk | Faible raie He                                                                                  |
| k     | Spectre avec des caractéristiques d'absorption interstellaire                                   |
| m     | Présence de raie métallique                                                                     |
| n     | Absorption large (« diffuse ») causée par une rotation rapide                                   |
| nn    | Absorption très large causée par une rotation très rapide                                       |
| neb   | Mélangé au spectre d'une nébuleuse                                                              |
| p     | Particularité du spectre indéfinie, étoile chimiquement particulière                            |
| pq    | Spectre particulier, semblable au spectre d'une nova                                            |
| q     | Présence d'un décalage vers le rouge ou vers le bleu                                            |
| s     | Raies d'absorption étroites aux contours nets                                                   |
| ss    | Raies très étroites                                                                             |
| sh    | Shell star                                                                                      |
| v     | Spectre variable (noté aussi « var »)                                                           |
| w     | Raies ténues (noté aussi « wl » ou « wk »)                                                      |
| d Del | Géante de type A ou F avec de faibles raies H et K du calcium, comme dans le cas de δ Delphini  |
| d Sct | Étoile de type A ou F avec un spectre semblable à celui de la variable à courte période δ Scuti |
| Code  | Spectre présentant des caractéristiques métalliques                                             |
| Ba    | Raie du baryum anormalement forte                                                               |
| Ca    | Raie du calcium anormalement forte                                                              |
| Cr    | Raie du chrome anormalement forte                                                               |
| Eu    | Raie de l'europium anormalement forte                                                           |
| He    | Raie de l'hélium anormalement forte                                                             |
| Hg    | Raie du mercure anormalement forte                                                              |
| Mn    | Raie du manganèse anormalement forte                                                            |
| Si    | Raie du silicium anormalement forte                                                             |
| Sr    | Raie du strontium anormalement forte                                                            |
| Code  | Spectre particulier aux naines blanches                                                         |
| :     | Classification incertaine                                                                       |
| P     | Naine blanche avec une polarisation détectable                                                  |
| E     | Présence de raie d'émission                                                                     |
| H     | Naine blanche magnétique sans polarisation détectable                                           |
| V     | Variable                                                                                        |
| PEC   | Existence de particularité spectrale                                                            |

Par exemple, epsilon Ursae Majoris a un spectre de type A0pCr, indiquant une classification générale A0 avec un spectre particulier à une forte raie d'émission du chrome. Il existe différentes classes d'étoiles chimiquement particulières, où les raies spectrales de nombreux éléments apparaissent anormalement intenses ou, au contraire, anormalement ténues.